# Sergio Gon
Sergio Gon (Monfalcone, 13 agosto 1926 – Pieris, 25 giugno 1950) è stato un calciatore italiano, di ruolo attaccante.

## Caratteristiche tecniche
Giocò nel ruolo di ala destra.

## Carriera
Giocò in Serie A con il Venezia.